# 旧里帰農令
旧里帰農令（きゅうりきのうれい）は、老中首座松平定信が、寛政の改革の一環として制定した法令である。江戸に出稼ぎに出てきていた百姓など正業を持たない者に資金を与え、農村へ帰ることを奨励した。農村人口の回復と江戸の治安維持が目的とされたが、実際の現状と合致しない点から、あまり成果は上がらなかったとされる。